# Водолажченко, Ольга Гавриловна
Ольга Гавриловна Водолажченко (28 мая 1888, Севастополь — 30 октября 1972, Николаев) — советский учёный-историк, филолог, архивист.

## Биография
Родилась 28 мая 1888 года в семье участника русско-турецкой войны, подпоручика 50-го пехотного Белостокского полка Гавриила Моисеевича Сухомлина (1853—1916) и его жены-лютеранки Каролины Филипповны. В 1905 году окончила Севастопольскую женскую гимназию. В 1909 году вышла замуж за студента-технолога Трофима Тихоновича Водолажченко (1886—1938), родила двух сыновей — Юрия (1910—1993) и Всеволода. Семья жила в Кадиевке, а с 1910 в Харькове. В 1912 году окончила историческое отделение историко-филологического факультета Харьковского университета и получила направление в Карасубазар.
С 1912 года преподавала русский язык и заведовала библиотекой в Карасубазарской мужской прогимназии, где создала кружок старшеклассников. Также преподавала русский язык в Карасубазарской женской гимназии. Вела общественную работу, в рамках которой организовала Союз садовых работников Карасубазара, вошла в правление. Работала в исполкоме, где была членом продовольственного комитета. В 1917 году была избрана в Городскую думу.
В 1914 после продолжения учёбы получила ещё один диплом по педагогике. С ноября 1917 года переехала обратно в Харьков. Окончила курсы украиноведения и стала работать учительницей русского и украинского языков и истории в Первом реальном училище. Одновременно работала замдиректора 8-й харьковской начальной школы. С 1919 года также работала в архивной секции Харьковского губернского комитета охраны памятников искусства и старины.
В 1927 году окончила аспирантуру и с 1936 года стала доцентом в Харьковском институте инженеров железнодорожного транспорта.
2 августа 1937 года арестована с обвинением в якобы «активном участии в антисоветской украинской повстанческой организации». Затем арестовывают и её мужа, который скончался в тюрьме. Это была не единственная смерть в семье. Один из сыновей, Всеволод, после обвинения родителей как «врагов народа» кончает жизнь самоубийством, а дочь Галина уезжает подальше от родных мест, на Дальний Восток. Водолажченко получает пять лет ссылки. За три месяца до начала Великой Отечественной войны, в марте 1941 года, Ольга Водолажченко получает работу счетоводом в посёлке Кармакчи Оренбургской области. С 1942 года получила работу в средней школе, где преподавала русский язык, литературу, историю и английский язык.
В 1954 году переехала в Николаев, к своей младшей сестре. Здесь работала в Николаевской областной научной библиотеке. В 1964 году была реабилитирована, но никакой компенсации от СССР за ложное обвинение и потерянные годы не получила.
Скончалась 30 октября 1972 года в Николаеве.